# Jacinto David Hernández
Jacinto David Hernández Macías (Santo Domingo, Ecuador, 17 de febrero de 1991) es un futbolista ecuatoriano que juega como defensor en Gualaceo de la Serie B de Ecuador.

## Clubes
| Club                  | País    | Año       |
| --------------------- | ------- | --------- |
| Universidad Católica  | Ecuador | 2008-2013 |
| San Rafael            | Ecuador | 2014      |
| Deportivo Quito       | Ecuador | 2015      |
| Liga de Portoviejo    | Ecuador | 2016      |
| Aucas                 | Ecuador | 2016      |
| Técnico Universitario | Ecuador | 2017      |
| Gualaceo              | Ecuador | 2018-?    |

Técnico Universitario 2018

## Palmarés

### Campeonatos nacionales
| Título  | Club                  | País    | Año  |
| ------- | --------------------- | ------- | ---- |
| Serie B | Universidad Católica  | Ecuador | 2012 |
| Serie B | Técnico Universitario | Ecuador | 2017 |